# Cymodoce bentonica
Cymodoce bentonica là một loài chân đều trong họ Sphaeromatidae. Loài này được Loyola e Silva miêu tả khoa học năm 1962.